# Matjaž Jančič
Matjaž Jančič, slovenski nogometaš, * 22. oktober 1967.
Jančič je večji del kariere igral v slovenski ligi za kluba Slovan in Beltinci. Skupno je v prvi slovenski ligi odigral 92 prvenstvenih tekem in dosegel dva gola. Igral je tudi za Osnabrück v drugi nemški ligi.
Za slovensko reprezentanco je nastopil 3. junija 1992 na prijateljski tekmi proti estonski reprezentanci.